# Diacidia
A Diacidia a Malpighiales rendjébe és a malpighicserjefélék (Malpighiaceae) családjába tartozó nemzetség.

## Rendszerezés
A nemzetségbe az alábbi 11 faj tartozik:
- Diacidia aracaensis W.R.Anderson
- Diacidia cordata (Maguire) W.R.Anderson
- Diacidia ferruginea (Maguire & K.D.Phelps) W.R.Anderson
- Diacidia galphimioides Griseb.
- Diacidia glaucifolia (Maguire) W.R.Anderson
- Diacidia hypoleuca (Maguire) W.R.Anderson
- Diacidia kunhardtii (Maguire) W.R.Anderson
- Diacidia rufa (Maguire) W.R.Anderson
- Diacidia steyermarkii (Maguire) W.R.Anderson
- Diacidia stipularis (Maguire & K.D.Phelps) W.R.Anderson
- Diacidia vestita (Benth.) Benth. & Hook.f. ex B.D.Jacks.